# Паново (Наро-Фоминский район)
Пано́во — деревня в Наро-Фоминском районе Московской области, входит в состав сельского поселения Веселёвское. Расположена в километре к юго-востоку от деревни Веселёво.
Деревня разделяется на две слободы, проходящей через неё автодорогой. По соседству от деревни находятся плотина, аэроклуб и лесной массив.
По состоянию на 2006 население Паново составляет 13 человек.